# پرستوی سینه‌مرواریدی
پرستوی سینه‌مرواریدی (نام علمی: Hirundo dimidiata) نام یک گونه از سرده پرستوهای نمادین است.

## نگارخانه

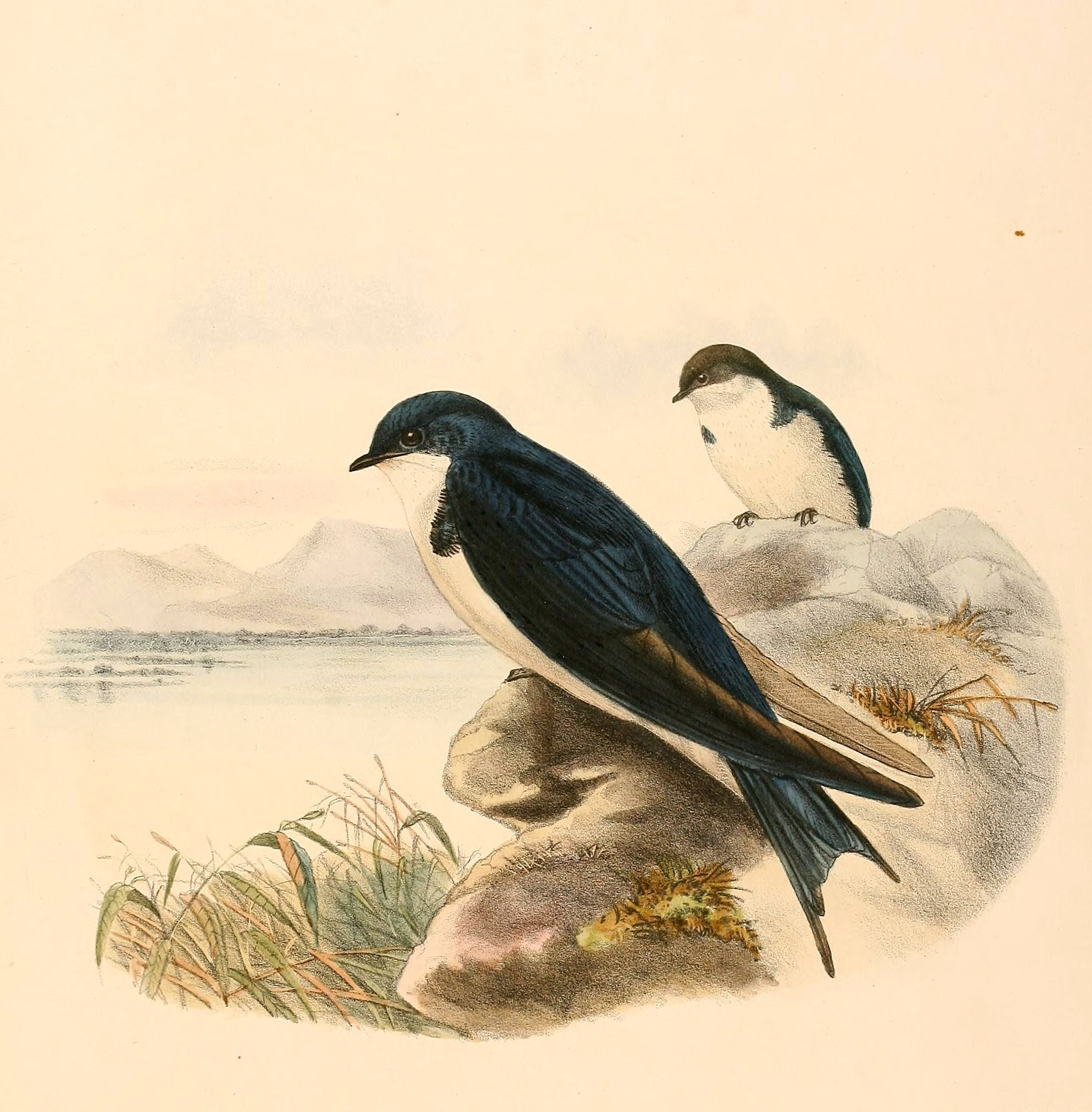